# 알리칸테 CF
알리칸테 CF(Alicante CF)는 스페인의 축구단이다. 알리칸테를 연고지로 하고 있다.

## 역대 감독
| 감독            | 임기        |
| --------------- | ----------- |
| 호세 바뇬       | 1951 ~ 1953 |
| 호세 보르달라스 | 1994 ~ 1995 |
| 호세 보르달라스 | 1998 ~ 2002 |
| 호세 보르달라스 | 2004 ~ 2006 |